# Serge de Beketch
Serge de Beketch, né le 12 décembre 1946 à Saint-Symphorien et mort le 6 octobre 2007 à Clichy, est un journaliste, animateur de radio, écrivain et militant d'extrême droite français. Il fut également scénariste de bande dessinée dans les années 1970.
Cofondateur de Radio Courtoisie, il a été, jusqu'à sa mort, responsable d'une émission diffusée le mercredi soir sur cette station. Il a également fondé et animé la publication décadaire Le Libre Journal de la France courtoise.

## Biographie
Serge de Beketch est d'origine russe, avec une ascendance tatare. Son grand-père maternel était colonel dans l'armée française. Son grand-père paternel était aide de camp du général Dénikine, chef des Armées blanches durant la guerre civile russe. Son père, Youri, sous-officier de Légion étrangère, est mort à la bataille de Diên Biên Phu, où il est enterré. Sa mère, Jacqueline Higell, est capitaine.
Après sa scolarité à l'École des pupilles de l'air de Grenoble, il exerce divers emplois (manœuvre du bâtiment, puis vendeur en librairie, etc.). En 1966, à l'âge de 20 ans, il entre comme pigiste de la page des spectacles à l'hebdomadaire Minute.
Il affirme s'être engagé dans l'armée de défense d'Israël en 1967, à l'occasion de la guerre des Six Jours, mais « les affrontements furent si rapides qu'il n'eut même pas le temps de revêtir l'uniforme ».
En 1970, il est embauché par Havas Conseil, où il participe à la création d'un département des « médias spécifiques ».
Un temps membre de la franc-maçonnerie (Grande Loge de France, puis Grande Loge nationale française), il s'en éloigne très vite, comme il a eu l'occasion de le raconter à plusieurs reprises. Il est également proche de Jacques Bergier et l'équipe de la revue Planète.
Dès 1969, René Goscinny l'invite à collaborer aux pages d'actualité de l'hebdomadaire Pilote. Il écrit en outre les scénarios de diverses histoires en bande dessinée, et rédige pour les éditions Publicness les versions françaises des revues américaines Eerie, Creepy et Vampirella. Il collabore également, sous le pseudonyme d'« Altamont Baker », à Zoom « Le magazine de l'image ». Il a par ailleurs utilisé le nom de plume « Jacques Frantz ».
En 1975, Serge de Beketch quitte Pilote à la suite du départ de René Goscinny. Il revient ensuite à Minute.
Il est nommé rédacteur en chef de Minute en 1979, tout en pigeant au Crapouillot. Il quitte cette publication en 1986 à la suite d'un désaccord avec la nouvelle direction et occupe, à la demande de Jean-Marie Le Pen, le poste de directeur de la rédaction de National-Hebdo. Celui-ci l'approche également pour être candidat aux élections législatives de 1986, en vain.
En 1987, il participe activement avec Jean Ferré à la naissance de Radio Courtoisie, après avoir été évincé de Radio Solidarité. Il y anime un Libre Journal hebdomadaire de trois heures le mercredi soir jusqu'à sa mort en 2007, assisté par Victoria.
En 1990, il revient prendre la direction de la rédaction de Minute, à la demande de Serge Martinez, nouveau propriétaire du titre. En 1993, il est démis de ses fonctions par l'équipe qui, ayant racheté le titre à Martinez, le juge trop engagé politiquement.

### Le Libre Journal de la France courtoise
Il fonde alors avec son épouse Danièle, le 21 avril 1993, son propre journal, Le Libre Journal de la France courtoise, qu'il définit comme un « décadaire de résistance française et catholique ». Assisté de Patrick Gofman et de Danièle, Beketch publie notamment, outre les siens propres, des articles de :
- A.D.G. ;
- Anne Bernet ;
- Anne Brassié ;
- François Brigneau ;
- Bernard Antony ;
- Marc Laudelout ;
- Bernard Lugan ;
- Daniel Hamiche ;
- Jean-Gilles Malliarakis ;
- Jean-Marie Le Pen ;
- Loro ;
- Marc Dem ;
- Marie-Claude Monchaux ;
- Michel de Poncins ;
- Nicolas Pérégrin ;
- Patrick Gofman ;
- Aramis, dessinateur (Philippe Colombani) ;
- Pierre-Henri Bunel ;
- Daniel Raffard de Brienne ;
- Hervé Ryssen.

Diffusé, principalement par abonnement, à 3 000 exemplaires, le journal a également recours, à plusieurs reprises, à la collaboration de Greg, créateur du personnage d'Achille Talon.
Le responsable de la maquette du journal est Jean-Marie Molitor.

### Positionnement, engagements et polémiques
Il fut un grand ami du journaliste et romancier A. D. G., qu'il rencontra en 1974 à Minute, et qui s'inspira de Serge de Beketch pour camper son personnage de Sergueï Djerbitskine, alias Machin, journaliste alcoolique et anarchisant.
Son histoire familiale conditionne son engagement politique à droite, puis à l'extrême droite, classification à laquelle il préfère celle de « royaliste-tendance-dure ». Son engagement politique s'est nettement radicalisé avec les années ; ainsi, le 22 janvier 1992, il réplique à Philippe Guilhaume, ancien président d'Antenne 2 et FR3, qu'il n'est, lui-même, « ni démocrate, ni libéral ». Le journaliste Jean-Claude Varanne le décrit plus précisément comme un « militant nationaliste et royaliste légitimiste ».
Il se présente comme créationniste en affirmant qu'il ne « croi[t] pas à l'évolution », que « le monde n'est pas vieux de plus d'une dizaine de milliers d'années » et que « le Déluge, l'arche de Noé, la tour de Babel sont des faits historiques ».
Selon Le Monde, « ses calembours suintent l'antisémitisme et il ne rate jamais une allusion au génocide juif pour en relativiser l'ampleur ». Emmanuel Ratier le dit « très ami avec les fascistes ». Pour « échapper aux diktats de la pensée unique » et « décaper les neurones », il conseille la lecture du « révisionniste » Robert Faurisson.
Dans son émission de radio, il vitupère « l'État socialiste avorteur », « les territoires occupés » (les banlieues), « la saloperie de Karl Zéro et son émission anal-pute » (Canal +), les « cloportes merdeux » (les journalistes), les « imbéciles qui lisent Libé », les « batteurs d'estrade » (comme Guy Bedos, Jean-Jacques Goldman) auxquels « autrefois on ne donnait même pas une sépulture chrétienne  et que le « peuple français, un peuple malade » ose apprécier».
Au moment de l'assassinat de Gérard Lebovici, qu'il considère comme faisant partie, avec Guy Debord, des agents soviétiques, Serge de Beketch s'était lancé dans Minute dans une attaque incendiaire: « Lebovici, c’est Alexandre Psar, personnage de Volkoff où l’on voit un éditeur manipulé par le KGB publier inlassablement des livres blancs qui sont autant de mines contre la société occidentale et entretenir à grand frais une camarilla de petits « écrivains », de minables « journaleux » qui sont sa « caisse de résonance » et qui, pour une assiette de soupe, truffent leurs livres et leurs articles de poison idéologique((Idem.)). ».
En 1995, il est, après la mort de Jean-Claude Poulet-Dachary, directeur de la communication de la mairie de Toulon, alors dirigée par le FN Jean-Marie Le Chevallier. Il dira avoir mis de son propre chef un terme à cette collaboration au bout de quatre mois, considérant que l'incompétence de l'équipe municipale nuit à l'image du FN. Cependant, selon une autre version de son départ à l'issue de son court séjour, « il devait subir des examens médicaux dans un hôpital marseillais » et il était de surcroît « notoire au sein du mouvement lepéniste » que les relations avec Jean-Marie Le Chevallier avaient « rapidement viré à l'aigre ».
Il fut également directeur du Patriote du Var. Lors du conflit qui oppose Bruno Mégret et Jean-Marie Le Pen en 1998-1999, il prend position pour le premier et, lors d'un « dîner de la presse nationaliste », se brouille avec Le Pen.
Dans ses émissions, il a souvent défendu des thérapies non reconnues qu'il utilisait, comme celles proposées par Mirko Beljanski et Loïc Le Ribault[réf. souhaitée].
Ses prises de position lui ont valu de nombreuses comparutions en justice et plusieurs condamnations : il a été notamment condamné deux fois le 26 mai 1993, pour diffamation envers Olivier Biffaud, journaliste au quotidien Le Monde. Dans la première affaire, Serge de Beketch a été condamné à verser un franc symbolique de dommages-intérêts, ainsi que 8 000 francs de frais de justice. Dans la seconde, il a été condamné à payer 80 000 francs de dommages-intérêts, ainsi que, là encore, 8 000 francs de frais de justice pour « atteinte à la délicatesse et à la dignité de la personne visée ».
Serge de Beketch, vice-président de l'Alliance générale contre le racisme et pour le respect de l'identité française et chrétienne (AGRIF), dont il est resté membre jusqu'à sa mort, a également fondé le cercle d'amitié française juive et chrétienne avec Bernard Antony, Alain Sanders, Jean-Pierre Cohen et Pierre Semour.
En 2006, il est signataire de l'« appel des 25 », réclamant la grâce de Michel Lajoye par le président de la République[réf. nécessaire].
Avant l'été 2007, dans l'un de ses derniers éditos du Libre Journal, il dénonce la « ligne Aliot-Marine », à l'influence croissante, selon lui, au FN.

### Vie privée
Époux de Danièle Lebeau, il a deux fils dont l'un, Cyril de Beketch a été journaliste à Valeurs actuelles jusqu'en 2023, avant de rejoindre Le Journal du dimanche,.

### Mort

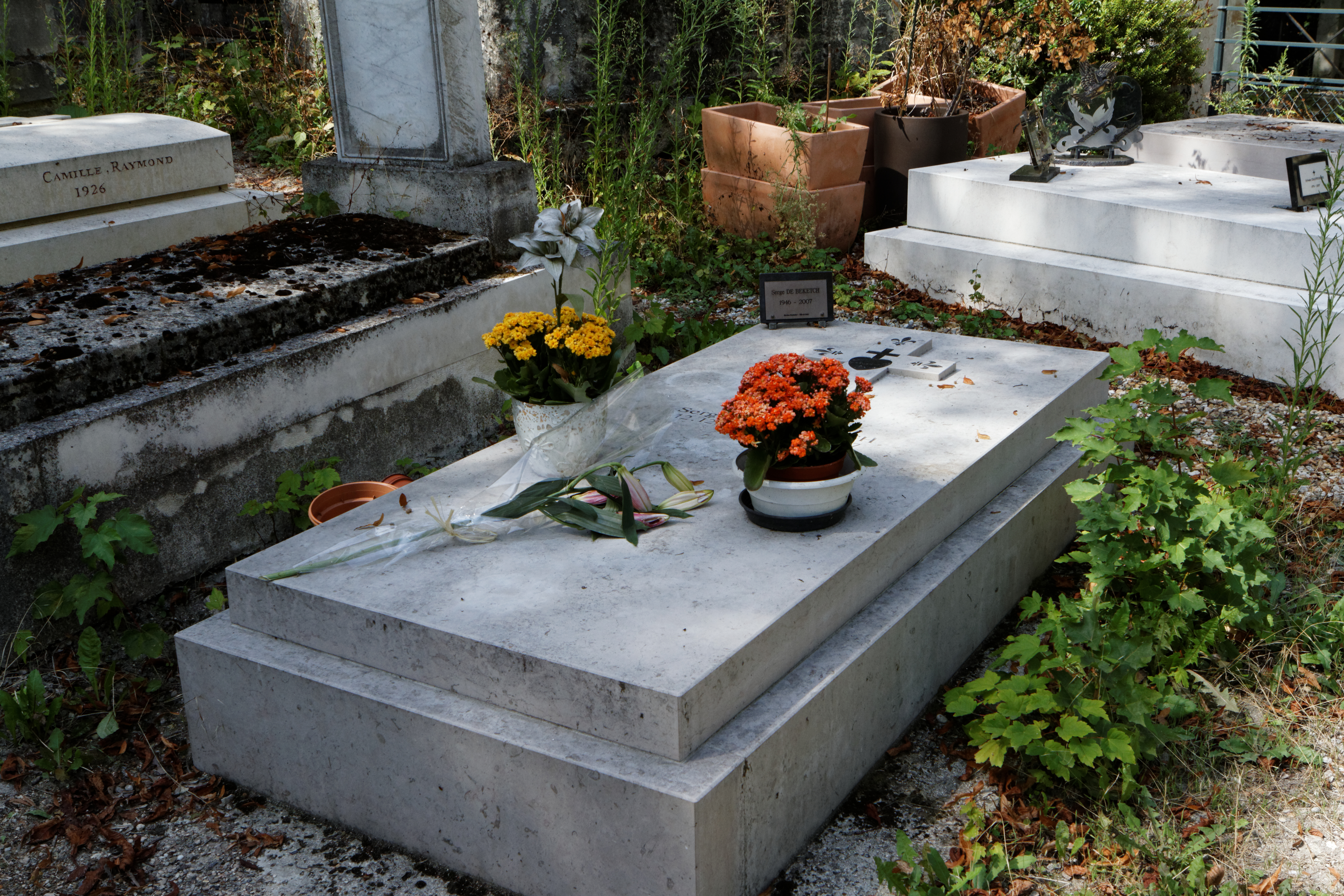
Tombe de Serge de Beketch au cimetière du Père-Lachaise (division 39).

Serge de Beketch meurt à l'hôpital Beaujon à Clichy, le 6 octobre 2007 peu avant minuit, des suites d'un streptocoque contracté à l'hôpital en soignant son hépatite B qu'il avait contractée quinze ans plus tôt en soignant sa maladie de Hodgkin.
Ses obsèques sont célébrées le 12 octobre 2007 par le père Jean-Paul Argouac'h, en l'église Sainte-Odile à Paris, en présence de plus de deux mille personnes parmi lesquelles des personnalités comme Jean-Marie Le Pen, Bruno Gollnisch, Bruno Mégret, Jean Picollec et Jean Raspail. Il est inhumé à la 39e division du cimetière du Père-Lachaise.
Le dernier numéro du Libre Journal de la France courtoise paraît, en son hommage, le 22 octobre 2007.

## Œuvres

### BD
- avec Loro, Thorkaël I. L'œil du dieu, dessins de Loro, texte de Serge de Beketch, Tury  SERG, « Classiques de l'Âge d'or », 1976.  (ISBN 2-85869-018-9) (rééd. 1982).
- avec Loro, Thorkaël II. La Porte de Taï-Matsu, dessins de Loro, texte de Serge de Beketch, Tury, SERG, « Classiques de l'Âge d'or » 1977.  (ISBN 2-85869-023-5) ; (rééd. 1982).
- avec Loro, Déboires d'outre-tombe I, dessins de Loro, texte de Serge de Beketch, Paris, Le Cygne, « BD Cygne », 1981.
- avec Loro, Déboires d'outre-tombe II, dessins de Loro, texte de Serge de Beketch, Paris, Le Cygne, « BD Cygne », 1982.  (ISBN 2-902748-10-8)
- avec Loro, Le Bourbon malté, épisode de la série Abel Dopeulapeul, paru dans l'album  Du vent dans les poils, Universal Press, 1976.
- Diverses histoires courtes pour le journal  Pilote, dont, avec Jacques Tardi, Un hussard en hiver, et La voiture maudite, deux histoires en 4 pages, 1972

### Essais et pamphlets
- avec Denis Maraval et Jean Piverd, Les Grandes Découvertes archéologiques du XXe siècle. L'Histoire arrachée à la terre, présentées par Jean Dumont, enquêtes et textes de Serge de Beketch, Denis Maraval, Jean Piverd, Genève, Famot, 1979.
- avec Alain Sanders, La Nuit de Jericho I : la Révolte du lieutenant Poignard, Paris, Les Vilains hardis, 1991.  (ISBN 2-9506220-0-3)
- Préface à Gérard Letailleur, Les Arcanes de l’Histoire : l’influence de la Franc-Maçonnerie et des sectes dans l’histoire de France, Dualpha, 2002, 328 p.   (ISBN 2-912476-53-4)
- Dictionnaire de la colère, Paris, Les Vilains hardis, 2005, 270 p.  Recueil de chroniques parues dans Le Libre Journal de la France courtoise.
- Catalogue des nuisibles, Paris, Les Vilains hardis, 2006, 190 p.   (ISBN 9782952842907)
- Préface à Philippe Randa, Présumé coupable politique : chroniques barbares, vol. 4, Coulommiers, Dualpha, « Politiquement incorrect », 2007.  (ISBN 978-2-35374-024-6)
- À l'appel de Dénikine, Renaissance catholique, 2007, 310 p.   (ISBN 978-2916951058) (interventions de Serge de Beketch lors des universités d'été de Renaissance catholique ; parution posthume) (présentation en ligne)
- Mémoires inachevés, Les Vilains hardis, 2009, 196 p.   (ISBN 978-2-9528429-0-7)

### Documentaire
- coréalisation et commentaires avec Patrick Buisson et Anne-Sophie Druet, Le Pen sur le front, Patrick Buisson, Paris, Édition et distribution Intervalles, 1985. Description : 1 cassette vidéo (VHS) (SECAM, couleur, 1 h 15 min).

## Prix
- Prix Jean-Ferré 2007.